# Hồng Tiến (phường)
Hồng Tiến là một phường thuộc thành phố Phổ Yên, tỉnh Thái Nguyên, Việt Nam.

## Địa lý
Phường Hồng Tiến nằm ở cực bắc khu vực phía đông của thành phố Phổ Yên, có vị trí địa lý:
- Phía đông giáp huyện Phú Bình
- Phía tây giáp thành phố Sông Công và phường Đắc Sơn
- Phía nam giáp các phường Ba Hàng, Bãi Bông và Đồng Tiến
- Phía bắc giáp thành phố Sông Công.

Phường Hồng Tiến có diện tích 18,47 km², dân số năm 2021 là 15.076 người, mật độ dân số đạt 816 người/km².

## Lịch sử
Sau năm 1975, Hồng Tiến là một xã thuộc huyện Phổ Yên.
Ngày 9 tháng 9 năm 1972, Bộ trưởng Phủ Thủ tướng ra Quyết định số 41-BT thành lập thị trấn Bãi Bông thuộc huyện Phổ Yên trên cơ sở một phần diện tích và dân số của xã Hồng Tiến.
Ngày 15 tháng 5 năm 2015, thành lập thị xã Phổ Yên trên cơ sở toàn bộ diện tích và dân số của huyện Phổ Yên, xã Hồng Tiến thuộc thị xã Phổ Yên.
Ngày 15 tháng 2 năm 2022, Ủy ban Thường vụ Quốc hội ban hành Nghị quyết số 469/NQ-UBTVQH15 về việc thành lập các phường thuộc thị xã Phổ Yên và thành lập thành phố Phổ Yên, tỉnh Thái Nguyên (nghị quyết có hiệu lực từ ngày 10 tháng 4 năm 2022). Theo đó, thành lập phường Hồng Tiến trên cơ sở toàn bộ 18,47 km² diện tích tự nhiên và 15.076 người của xã Hồng Tiến.

## Hành chính
Phường Hồng Tiến được chia thành 15 khu dân cư: Ấm, Chùa, Cống Thượng, Diện, Đông Sinh, Giếng, Hanh, Hắng, Hiệp Đồng, Liên Minh, Liên Sơn, Mãn Chiêm, Ngoài, Thành Lập, Yên Mễ.

## Giao thông
Trên địa bàn phường có quốc lộ 3 chạy men theo phía tây. Ngoài ra, Hồng Tiến cũng có tuyến đường liên huyện Phú Bình và thành phố Phổ Yên cùng tuyến đường nối thành phố Sông Công và quốc lộ 3 tới xã Điềm Thụy của huyện Phú Bình chạy qua. Tuyến đường sắt Hà Nội - Quan Triều cũng đi qua địa bàn phường Hồng Tiến.